# Batracomorphus geryon
Batracomorphus geryon är en insektsart som beskrevs av Knight 1983. Batracomorphus geryon ingår i släktet Batracomorphus och familjen dvärgstritar. Inga underarter finns listade i Catalogue of Life.